# Diplostix martini
Diplostix martini är en skalbaggsart som beskrevs av Vienna och Yélamos 2006. Diplostix martini ingår i släktet Diplostix och familjen stumpbaggar. Inga underarter finns listade i Catalogue of Life.